# Sugar Music
Sugar (cunoscut și sub numele de Sugar Music) este o marcă de discuri italiană cu sediul în Milano.